# I Wanna Be Bad
"I Wanna Be Bad" é o single promocional da cantora estadunidense Jessica Sutta, extraído de seu álbum de estréia Sutta Pop. A canção foi lançada no iTunes e no Amazon.com em 19 de outubro de 2010, mesmo dia em que o videoclipe, dirigido por Frank E. Flowers, fora lançado no Radar Online.

## Antecedentes
Depois de sua saída do grupo Pussycat Dolls, Jessica Sutta, deu início a produção de seu álbum solo e de sua carreira. Em 15 de maio, ela anunciou que estava trabalhando com o Dj Cedric Gervais em uma canção intitulada "Wherever You Are", que foi cogitada pela mídia como o primeiro single. No entanto, Jessica confirmou que está trabalhando com Eva Simons em seu novo single chamada "Look But Don't Touch", canção, que inclusive Jessica co-escreveu.

### Gravação e produção
Durante um breve entrevista, Jessica disse que está cercada de amigos queridos e, que o making-of do vídeo foi divertido. Segundo a cantora "a noite entrei no estúdio Henson, em Hollywood, e encontrei Tearce Kizzo. Encontramos um estúdio pequeno, 4x4... Ideias começaram a surgir, depois de algumas cervejas e três horas, "I Wanna Be Bad",  chegou a vida". Fiquei animada! Não era apenas a cantora, mas, a produtora também. Toda a experiência foi uma mudança animadora em minha vida".
A cantora disse que suas novas músicas serão parecidas com as canções do grupo, mas, focadas em sua personalidade: "Tudo que passei com as Pussycat Dolls me transformou no que sou hoje, e sou muito grata por aquele projeto. Sempre serei uma Doll em meu coração". Jessica Sutta interpretou a canção, pela primeira vez, em 26 de setembro de 2010 na Truck Stop/Here Lounge, e novamente na discoteca Haute, em 16 de outubro de 2010, ambas em West Hollywood.

## Faixas
| Download digital |                  |         |  |
| N.º              | Título           | Duração |  |
| 1.               | "I Wanna Be Bad" | 2:48    |  |

## Videoclipe
A cantora produziu o videoclipe utilizando roupas do Século XVIII, "a-lá Maria Antonieta", diz um site dinamarquês. Ela disse ao RadarOnline que "tem sido minha visão, por isso, foi muito legal chegar e produzi-la sozinha. Como produtor e artista você acha que será muito estressante, mas, por alguma razão tudo foi tão tranquilo".

## Paradas
| Paradas (2011)                       | Melhor posição |
| ------------------------------------ | -------------- |
| Eslovênia - IFPI Slovenská Republika | 65             |